# بيكي جي
ريبيكا ماري غوميز (بالإنجليزية: Rebbeca Marie Gomez) (المعروفة من قبل باسم بيكي جي (بالإنجليزية: Becky G) مغنية بوب من اصل أمريكي ومكسيكي ولدت 2 مارس 1997 في إنغلوود في كاليفورنيا في الولايات المتحدة.

## حياتها
كبرت بيكي بالمكسيك ثم انتقلت بعدها إلى الولايات المتحدة الأمريكية، بعد وفاة والدها وهي تعيش في مدينة إنجلوود، التي هي ضاحية من ضواحي لوس انجليس. طلبت بيكي من عائلتها بسماح لها بالمشاركة في الاختبارات للإعلانات في قناة ديزني ونيكلوديون لكسب المال.
في 15، وقالت انها وقعت عقدا مع Kemosabe.
وعلى الرغم من الإعلانات التي شاركت، فإنها لا تكاد تكسب المزيد من المال. في وقت لاحق، في سن ال 16، وقالت انها قدمت أول أغانيها في دويتو مع شير لويد، كودي سيمبسون وWill.i.am.
و في 11 أبريل 2013 إطلاق اغنيتها الأولى "becky from the block" أول غناء منفرد.
و هي أول فنانة وقعت على تسمية سوني من Dr. سيكون هناك متى النسخة الأمريكية من "Ai se eu tu pego" ل"Michel Telo" في ألبومها الأول. وقدمت اغاني منفرده حققت نجاح واسع من أفضلها أغنية shower التي أصبحت من الاغاني العالمية ف عام 2014
و غنت بيكي مع الفنان «أوستن ماهون» في أغنية Magik التي لاقت نجاحا كبيرا.

## روابط خارجية
- بيكي جي على موقع IMDb (الإنجليزية)
- بيكي جي على موقع ميوزك برينز (الإنجليزية)
- بيكي جي على موقع أول ميوزيك (الإنجليزية)
- بيكي جي على موقع ديسكوغز (الإنجليزية)
- بيكي جي على موقع قاعدة بيانات الفيلم (الإنجليزية)